# Călinești (Maramureș)
Călinești  es una comuna ubicada en el distrito de Maramureș, Rumania.

## Superficie
Cuenta con una superficie de 66,12 kilómetros cuadrados.

## Demografía
Hasta 2021 la población era de 3049 habitantes, con una densidad de población de 46,11 habitantes por kilómetro cuadrado.